# UTC-12:00

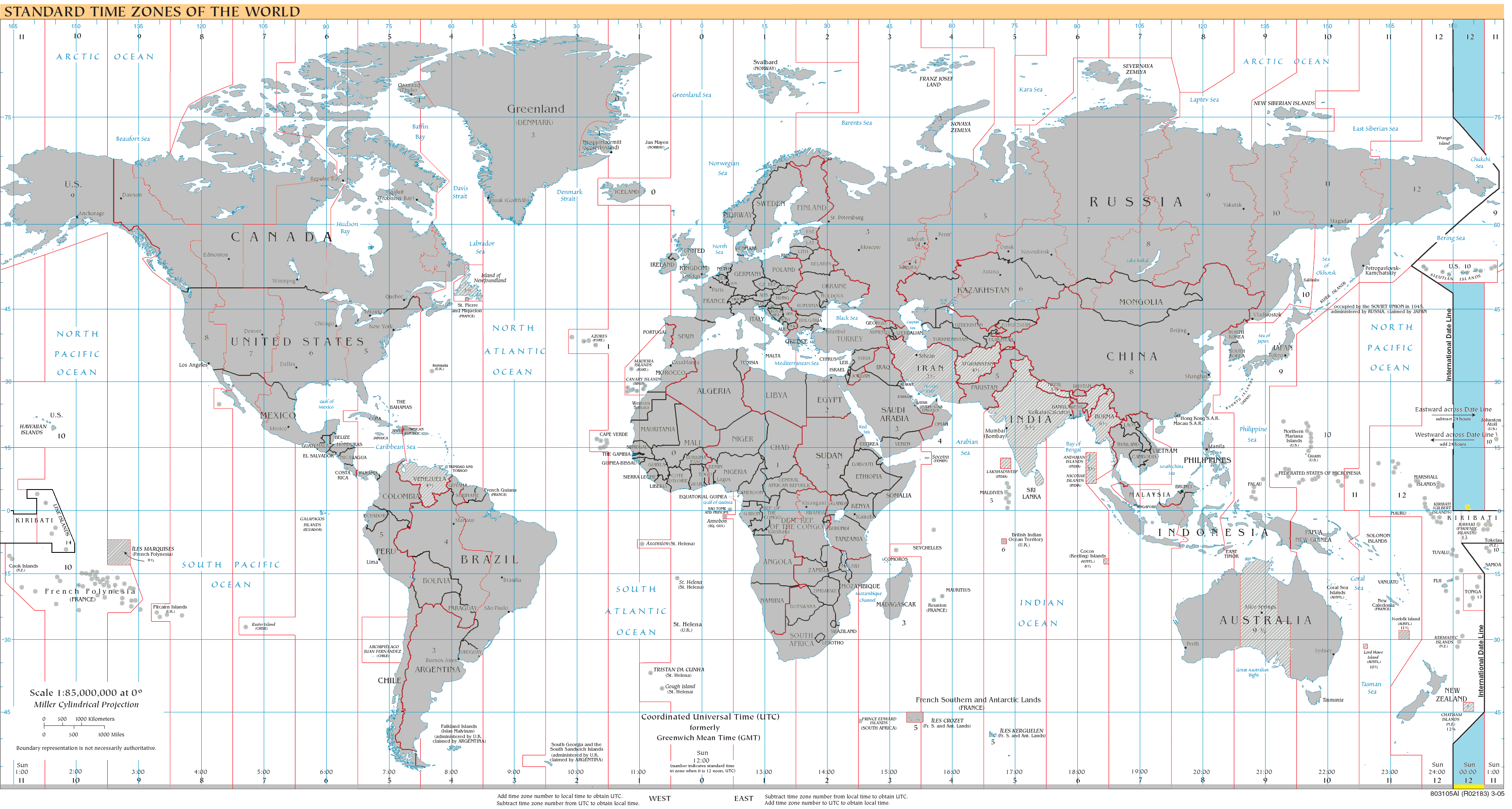
Mapa de UTC-12:00

UTC-12:00 es el cuadragésimo huso horario del planeta cuya ubicación geográfica se encuentra al oeste del meridiano 180 el cual es la base para la línea internacional de cambio de fecha. Aquellos países que se rigen por este huso horario se encuentran 12 horas por detrás del meridiano de Greenwich lo que hace que sean los últimos en recibir el día y por ende el Año Nuevo.

## Hemisferio norte

### Países que se rigen por UTC-12:00 todo el año
| Abreviatura | Nombre Completo                                     | País                                       |
| ----------- | --------------------------------------------------- | ------------------------------------------ |
| AoE         | En Cualquier Lugar de la Tierra (Anywhere on Earth) | Estados Unidos - Isla Baker - Isla Howland |

## Diferencia horaria
Esta es la diferencia horaria que tiene el huso horario UTC-12, respecto a otros husos horarios:
| Huso horario | Diferencia de horas (+)                             |
| ------------ | --------------------------------------------------- |
| UTC-11:00    | +1 hora                                             |
| UTC-10:00    | +2 horas                                            |
| UTC-09:30    | +2 horas y 30 minutos                               |
| UTC-09:00    | +3 horas                                            |
| UTC-08:00    | +4 horas                                            |
| UTC-07:00    | +5 horas                                            |
| UTC-06:00    | +6 horas                                            |
| UTC-05:00    | +7 horas                                            |
| UTC-04:00    | +8 horas                                            |
| UTC-03:30    | +8 horas y 30 minutos                               |
| UTC-03:00    | +9 horas                                            |
| UTC-02:00    | +10 horas                                           |
| UTC-01:00    | +11 horas                                           |
| UTC±00:00    | +12 horas                                           |
| UTC+01:00    | +13 horas                                           |
| UTC+02:00    | +14 horas                                           |
| UTC+03:00    | +15 horas                                           |
| UTC+03:30    | +15 horas y 30 minutos                              |
| UTC+04:00    | +16 horas                                           |
| UTC+04:30    | +16 horas y 30 minutos                              |
| UTC+05:00    | +17 horas                                           |
| UTC+05:30    | +17 horas y 30 minutos                              |
| UTC+05:45    | +17 horas y 45 minutos                              |
| UTC+06:00    | +18 horas                                           |
| UTC+06:30    | +18 horas y 30 minutos                              |
| UTC+07:00    | +19 horas                                           |
| UTC+08:00    | +20 horas                                           |
| UTC+08:45    | +20 horas y 45 minutos                              |
| UTC+09:00    | +21 horas                                           |
| UTC+09:30    | +21 horas y 30 minutos                              |
| UTC+10:00    | +22 horas                                           |
| UTC+10:30    | +22 horas y 30 minutos                              |
| UTC+11:00    | +23 horas                                           |
| UTC+12:00    | +24 horas (1 día)                                   |
| UTC+12:45    | +24 horas y 45 minutos (1 día y 45 minutos)         |
| UTC+13:00    | +25 horas (1 día y 1 hora)                          |
| UTC+13:45    | +25 horas y 45 minutos (1 día, 1 hora y 45 minutos) |
| UTC+14:00    | +26 horas (1 día y 2 horas)                         |